# Thị kiến

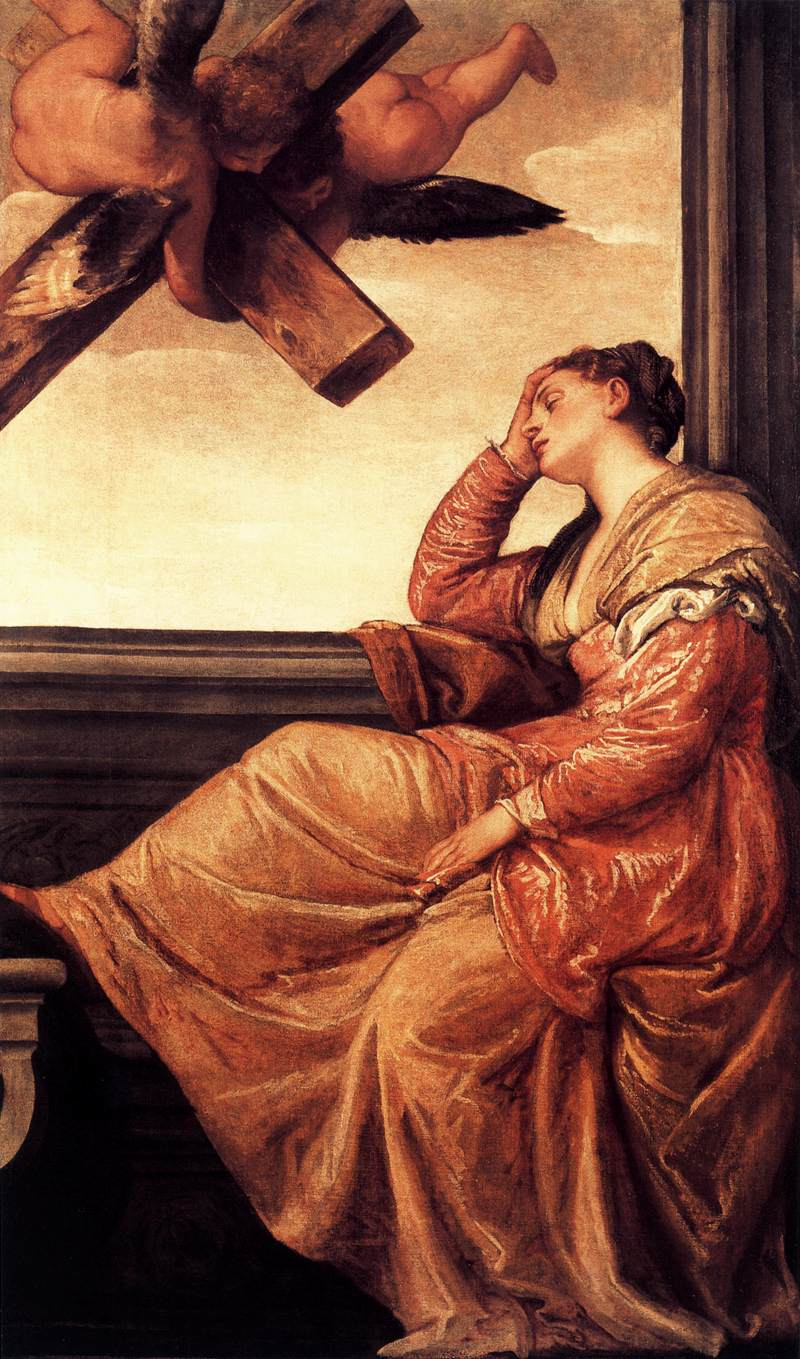
Thị kiến của Thánh Helena

Thị kiến (Dream vision) là một phương tiện văn chương trong đó một giấc mơ hoặc một khải tượng được kể lại là đã tiết lộ những kiến thức hoặc một sự thật (lẽ thật) mà người mơ hoặc người chiêm bao (thị nhân) không có được ở trạng thái thức tỉnh bình thường. Trong khi những giấc mơ xảy ra thường xuyên trong suốt lịch sử văn học, văn chương thị kiến như một thể loại bắt đầu phát triển đột ngột, và đặc biệt đặc trưng ở đầu châu Âu thời Trung cổ. Ở cả dạng cổ đại và thời trung cổ thì thị kiến thường được cho là có nguồn gốc thần thánh và đầy dẫy Thánh linh. Thể loại này tái xuất hiện trong kỷ nguyên Chủ nghĩa lãng mạn, khi những giấc mơ được coi là cánh cổng sáng tạo dẫn đến những khả năng tưởng tượng vượt ra ngoài sự tính toán hợp lý.

## Trong văn chương
Thể loại này thường tuân theo cấu trúc trong đó người kể chuyện kể lại trải nghiệm của họ khi ngủ, mơ và thức, với câu chuyện thường là câu chuyện ngụ ngôn hoặc ẩn chứa những dự ngôn, lời tiên tri. Giấc mơ, chủ đề của bài thơ, những đoạn văn thánh thiêng được thúc đẩy từ những sự kiện trong cuộc sống lúc thức của họ được đề cập ở đầu bài thơ. Thị kiến giải quyết những mối quan tâm đang thức giấc này thông qua khả năng của những cảnh quan giàu trí tưởng tượng do trạng thái mơ (xuất thần) mang lại. Trong quá trình của giấc mơ, người kể chuyện, thường với sự trợ giúp của người hướng dẫn, được đưa ra những góc nhìn giúp đưa ra giải pháp tiềm năng cho những lo lắng khi thức dậy của họ. Những ghi chép này kết thúc với việc người kể chuyện tỉnh dậy, quyết tâm ghi chép lại giấc mơ - từ đó cho ra đời những áng văn. Quy ước về thị kiến trong giấc mơ đã được sử dụng rộng rãi trong văn học châu Âu, văn học Nga, văn học Latinh thời trung cổ, văn học Hồi giáo, Thuyết ngộ đạo, các tác phẩm tiếng Do Thái cổ và các nền văn học khác.
Trong cuốn sách "Những thị kiến Latinh thời Trung cổ", nhà ngữ văn người Nga Boris Yarkho khám phá thể loại văn chương mộng tưởng, xác định nó về mặt hình thức và nội dung. Đối với các khía cạnh hình thức của thể loại, trước tiên, nhà nghiên cứu đề cập đến tính giáo huấn của chính của thị kiến, điều này sẽ tiết lộ một số sự thật cho người đọc; thứ hai, sự hiện diện của hình ảnh một "người thấu thị" (hoặc người có thánh linh), có hai chức năng: "anh ta phải nhận thức nội dung của thị kiến một cách thuần túy về mặt tâm linh" và "phải liên kết nội dung của thị kiến với hình ảnh đầy cảm xúc". Thứ ba, các khía cạnh hình thức bao gồm hiện tượng tâm sinh lý, tức là tình huống và hoàn cảnh của thị kiến gồm sự thờ ơ, ảo giác và giấc mơ. Kể từ thế kỷ thứ mười, hình thức và nội dung của những khải tượng đã gây ra sự phản đối, thường là từ các tầng lớp giáo sĩ được giải mật (giáo sĩ và Goliard tội nghiệp). Tất cả điều này dẫn đến những thị kiến định kỳ. Trong ngôn ngữ dân gian thì những ảo diệu ở đây mang một nội dung mới, trở thành một khuôn khổ của câu chuyện ngụ ngôn tình yêu-giáo huấn-chẳng hạn như "Fabliau dou dieu d'amour" (Truyện về Thần tình yêu), "Venus la déesse d'amors" (Venus - nữ thần tình yêu) và cuối cùng-bộ bách khoa toàn thư về tình yêu cung đình-bộ nổi tiếng "Roman de la Rose " của Guillaume de Lorris.

## Trong Công giáo

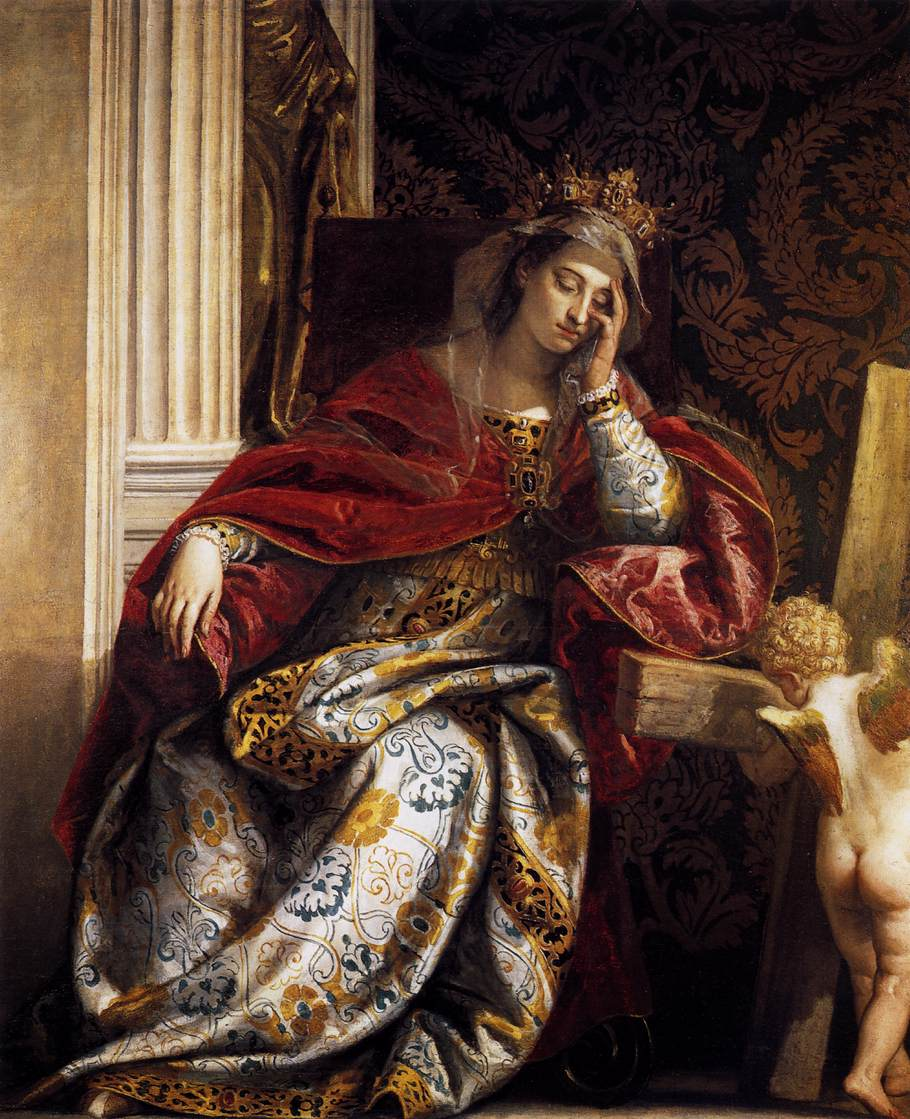
Thị kiến của Thánh Helena

Giáo hoàng Gioan Phaolô II từng gọi là "bí mật thứ nhất của Fatima", như được kể lại trong nhật ký của nữ tu Lucia dos Santos, điều được gọi là "bí mật"  là một thị kiến về Hoả ngục. Sơ Lucia dos Santos đã viết lại trong nhật ký của mình kinh nghiệm về hỏa ngục bằng ngôn ngữ của thị kiến. Những người có thị kiến là những người được cho thấy về những điều vốn vượt quá sức hiểu biết và khả năng diễn đạt của con người, nên để diễn tả về thị kiến, những hình ảnh ẩn dụ dân gian thường được sử dụng. Sơ Lucia đã mô tả hình ảnh kinh sợ của hỏa ngục như là một biển lửa có vẻ như ở dưới lòng đất. Đây hoàn toàn không phải là một Mặc khải về đức tin nhằm khẳng định rằng hỏa ngục là một nơi ở dưới lòng đất. Hình ảnh "biển lửa", "có vẻ như ở dưới lòng đất", "tiếng than khóc rên la" là những hình ảnh ẩn dụ mà con người có thể hiểu được, để nói về những đau khổ khốn cùng không cách nào diễn đạt trọn vẹn của Hoả ngục và sứ điệp chính của thị kiến này cũng không chỉ dừng lại ở việc mô tả hỏa ngục mà là lời kêu gọi việc sùng kính Trái Tim Vẹn Sạch Đức Mẹ.
Một trường hợp được xem là có thị kiến là nữ tu Marguerite Marie Alacoque hay còn gọi là Thánh nữ Margaret Mary đã chứng minh tính chân thực của ơn gọi của bà và những thị kiến về Chúa Giêsu và Mẹ Maria về Thánh Tâm. Ban đầu, bà không thể thuyết phục sơ bề trên và các nhà thần học công nhận những thị kiến và tiết lộ Thánh Tâm. Tại tu viện, Margaret Mary đã nhận được một số mặc khải riêng về Thánh Tâm, lần đầu tiên vào ngày 27 tháng 12 năm 1673 và lần cuối cùng 18 tháng sau đó. Các thị kiến tiết lộ cho bà biết hình thức của lòng sùng kính Thánh Tâm, đặc điểm chính là tham dự Bí tích Thánh thể vào Thứ Sáu đầu tháng, Chầu Thánh Thể trong "giờ Thánh" vào các ngày thứ Năm, và cử hành Lễ Thánh Tâm. Trong thị kiến của mình, bà được hướng dẫn dành một giờ vào mỗi tối thứ Năm để suy ngẫm về Nỗi thống khổ của Chúa Giê-su trong Vườn Gethsemani. Sau đó, Margaret Mary đã nhận được sự hỗ trợ của Claude de la Colombière, cha giải tội của cộng đồng và đã tuyên bố rằng những thị kiến là có thật.

## Trong Kinh Thánh

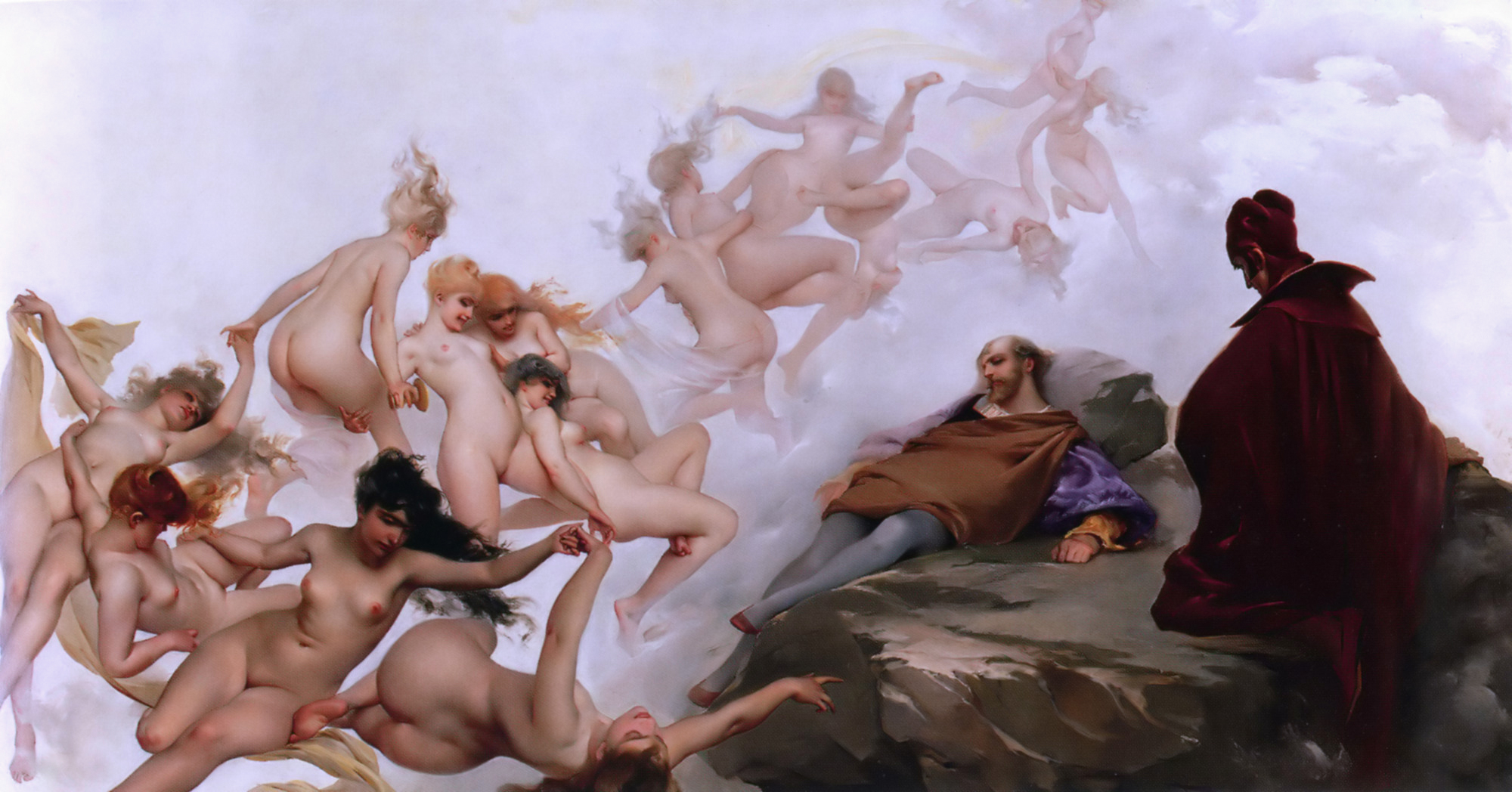
Thị kiến của :Faust, họa phẩm của Luis Ricardo Falero

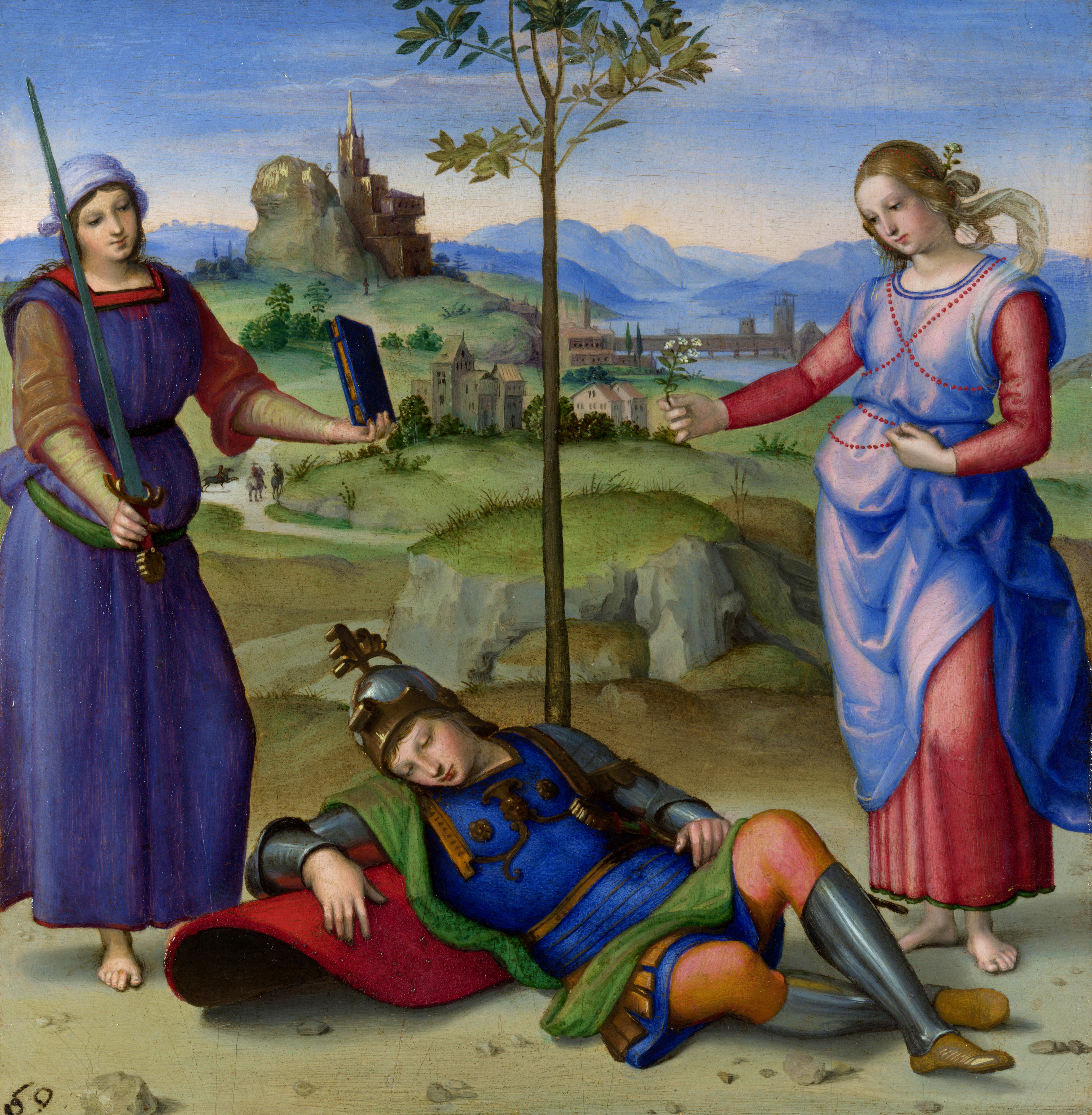
Thị kiến của một chàng Hiệp sĩ

Khải tượng về Bốn Sinh Vật trong các Khải tượng của Đa-ni-ên còn gọi là Quái thú Khải Huyền trong đó Khải Tượng Thứ Nhất về Bốn Con Thú đó là vào năm thứ nhất triều vua Bên-sát-xa, xứ Ba-by-lôn, Đa-ni-ên nằm chiêm bao. Ông thấy khải tượng trong tâm trí đang khi nằm ngủ trên giường. Sau đó, ông ghi lại chiêm bao ấy thuật lại những điều chính yếu, ghi lại tất cả những gì ông đã thấy trong giấc chiêm bao ấy và nói: "Tôi, Đa-ni-ên, xin thuật lại như sau: Ban đêm, trong một khải tượng, tôi thấy, kìa, bốn hướng gió trên trời đang vần vũ dữ dội trên mặt đại dương. Trong khải tượng ban đêm, tôi thấy gió bốn phương trời khuấy động biển lớn. Từ dưới biển có bốn con thú khổng lồ đi lên, mỗi con đều khác với các con khác, mỗi con mỗi khác". Con thú thứ nhất giống như sư tử, nhưng lại có mang cánh giống như cánh đại bàng. Tôi còn đang mải mê nhìn thì cánh nó bị bẻ gẫy, nó được nhấc lên khỏi mặt đất và bắt phải đứng trên hai chân như người ta, và nó được ban cho tâm trí của một người.
Và nầy, một con thú khác xuất hiện, con thú thứ nhì, giống như một con gấu. Một bên thân nó được nhấc cao lên, nó đứng trườn lên một bên, trong miệng nó, giữa hai hàm răng, nhô ra ba xương sườn, miệng nó ngậm ba chiếc xương sườn giữa hai hàm răng và có tiếng bảo nó: "Hãy đứng dậy và ăn nuốt cho nhiều thịt" Kế đó tôi đang nhìn, thì kìa, một con thú khác nữa xuất hiện, giống như con beo nhưng trên lưng nó lại có bốn cánh như cánh chim. Con thú ấy có bốn đầu, và nó được ban cho quyền cai trị. Sau đó, ban đêm tôi thấy trong khải tượng, tôi tiếp tục nhìn và kìa, con thú thứ tư. Nó trông thật đáng sợ, kinh khủng, và rất mạnh, trông khủng khiếp, ghê rợn, và mạnh mẽ phi thường. Nó có những chiếc răng to lớn bằng sắt. Nó cắn xé, nghiền nát, nó nuốt, nó nghiền, và chà đạp dưới chân những gì còn sót lại, dùng chân chà nát phần còn sót. Nó khác hẳn tất cả con thú trước nó, nó có đến mười sừng. Đang khi tôi chăm chú nhìn các sừng ấy của nó, thì kìa, một sừng khác, một sừng nhỏ, mọc lên giữa các sừng kia ấy và trước nó thì ba sừng có trước nó lại bị nhổ tận gốc, khiến cho ba trong các sừng trước bị nhổ bật gốc và kìa, sừng nhỏ này có nhiều mắt giống như mắt người, sừng ấy có các mắt như mắt của người ta, và có miệng nói những lời cao ngạo trịch thượng, khoe khoang xấc xược.
Trong Kinh Thánh có rất nhiều sinh vật kỳ lạ được mô tả một cách khá là chi tiết. Trong niềm tin của những người Cơ Đốc, họ không hề nghi ngờ gì về sự tồn tại của nó, lý do đơn giản là họ tin Kinh Thánh không nói điều gì là hư cấu. Thị kiến của Daniel về bốn con thú đó là Cảnh thứ nhất: gió bốn phương trời khuấy động biển cả và bốn con thú từ biển xuất hiện với những hình dạng đáng sợ, đặc biệt con thú mười sừng, sừng nhỏ xuất hiện, có mắt người và miệng nói những lời ngạo mạn. Sau khi chứng kiến, Daniel được giải thích về hiện tượng này, theo đó, bốn con thú tượng trưng cho bốn vương quốc thực tại (Babylon, Median, Ba Tư, Hi Lạp) mà Dân thánh của Chúa sẽ chiến thắng. Sách Đa-ni-ên cho biết có số của con thú. Nhưng thiên sứ của Đa-ni-ên thấy trước những thông tin này với một lời dẫn giải. Con thú của Đa-ni-ên, theo sách Khải huyền 13:1, là con thú đầu tiên, kẻ chống Chúa và con thú thứ hai được phát hiện trong Khải huyền 13:11 là tiên tri giả là một lãnh đạo tôn giáo có mọi quyền phép của con thú đầu tiên xuất hiện trước mặt con thú đầu tiên.
Một trường hợp khác về thị kiến bốn hình hài trong Kinh Thánh có nhắc đến hình ảnh của Bốn sinh vật lần đầu tiên là trong thị kiến của Ezechiel (phát âm như là: Êdêkien/Ê-xê-chi-ên/Êzechiel). Trong Sách Khải Huyền Chương 4, câu 7: Khải Huyền-Chương IV: "Sau đó, tôi được một thị kiến. Kìa một cái cửa mở ra ở trên trời, và tiếng mà trước đây tôi nghe nói với tôi như thể tiếng kèn, bảo tôi rằng: "Lên đây, Ta sẽ chỉ cho ngươi thấy những điều phải xảy ra sau đó". Lập tức tôi xuất thần và thấy  "bộ mặt của chúng, thì chúng đều có mặt người, cả bốn đều có mặt sư tử bên phải, cả bốn đều có mặt bò rừng bên trái, cả bốn đều có mặt phượng hoàng. Đó là mặt của chúng, vòn cánh của chúng thì giương lên cao, mỗi sinh vật có hai cánh giáp vào nhau và hai cánh khác phủ thân mình". Ngôn sứ Ezechiel trong thị kiến đã nhìn thấy bốn con vật có cánh quay nhìn về bốn hướng khác nhau bên ngai Thiên Chúa. Đây là thị kiến mà tác giả sách Khải Huyền mô tả về quang cảnh trước ngai toà Thiên Chúa, con Vật trên là 4 thụ tạo hằng ở trước ngai với đầy vẽ tráng lệ và huyền thoại này.
Ông Ezechiel trong thời kỳ người Do Thái bị lưu đày ở Babylon, tại đó, các biểu tượng kết hợp nhiều hình ảnh tương tự có nguồn gốc từ Ai Cập và Lưỡng Hà đang khá phổ biến (như tượng nhân sư Ai Cập kết hợp người và sư tử) và vị tiên tri đã chịu ảnh hưởng của kiểu văn hoá biểu tượng kết hợp. Tương truyền, Ngôn sứ bị lưu đầy ở Babylon thế kỷ thứ 6 Trước công nguyên và thị kiến thấy được sức mạnh, quyền uy của Thiên Chúa qua hình ảnh con sư tử là Chúa sơn lâm trên muôn loài dũng mãnh, con đại bàng là chúa tể bầu trời, con bò là con vật thuần hóa rất gắn bó với con người. Những hình ảnh thần thoại Babylon về bốn con vật kỳ vĩ này được tác giả ngôn sứ Ezechiel viết lại trong sách Kinh Thánh, để diễn tả về ngai Thiên Chúa trong trí óc mường tượng của mình. Theo thị kiến trong sách ngôn sứ Ezechiel và sách Khải Huyền, bốn sinh vật đứng gần kề ngay bên ngai Thiên Chúa. Việc lý giải có thể Ngôn sứ và tác giả Khải huyền bị chi phối bởi những truyền thuyết thần thoại khác nhau nên khi thị kiến cũng tường thuật khác nhau, nhưng đều có điểm chung là ngai Thiên Chúa và người được sai đến là Đức Kitô. Dựa theo bản tường thuật về thị kiến trong kinh thánh, Giáo phụ Irenaeus cho rằng Chúa Giêsu Kito đã được bốn khuôn mặt, bốn hình dạng của sinh vật loan báo. Các Thánh giáo phụ đã đặt bốn sinh vật này cho bốn phúc âm của Chúa Giêsu.

## Mặc Môn giáo

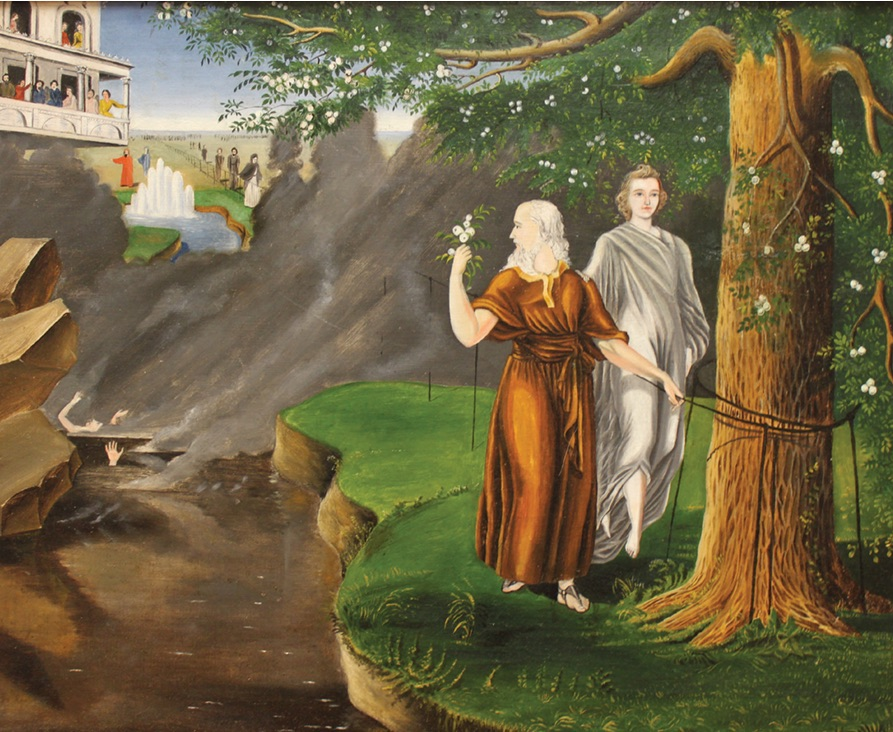
Khải thị của Lê Hi (ông lão tóc bạc áo nâu) về Cây sự sống

Trong Mặc Môn giáo có cuốn sách thiêng Nê Phi kể về thị kiến của nhà tiên tri Lê Hi khi ông này được Chúa ban cho những khải tượng đầy dẫy Thánh linh. Lê Hi trông thấy trong khải tượng một cột lửa và được đọc sách tiên tri. Ông Lê Hi đã ca ngợi Thượng Đế, tiên báo sự hiện đến của Đấng Mê Si, và tiên tri về sự hủy diệt Giê Ru Sa Lem. Lúc Lê Hi đang cầu nguyện Chúa thì một cột lửa xuất hiện trên phiến đá trước mặt ông và ông được nghe thấy rất nhiều điều, và cũng chính vì những điều nghe thấy đó mà ông đã kinh hãi và run sợ vô cùng. Sau đó, ông trở về nhà riêng tại Giê Ru Sa Lem và ông nằm vật xuống giường, tâm thần chan hòa Thánh Linh cùng những điều ông vừa mục kích. Và trong khi tâm thần chan hòa Thánh Linh như vậy, ông được đưa vào trong một khải tượng đến độ trông thấy được các tầng trời mở ra, và ông nghĩ là ông đã thấy được Thượng Đế đang ngự trên ngai của Ngài và có vô số nhóm thiên thần bao quanh và đang trong trạng thái ca hát và suy tôn Thượng Đế của họ. Tất cả các vị ấy đi xuống và tiến tới mặt đất, một trong số đó là Vị Nam tử của Chúa đã trao cho ông một cuốn sách và bảo ông hãy đọc để có Thánh linh. Sau đó con ông là Nê Phi không ghi chép hết những điều mà Lê Hi đã viết ra, vì Lê Hi đã viết rất nhiều về những điều ông được thấy trong những khải tượng và trong các giấc mộng. Ông cũng đã viết rất nhiều về những điều ông tiên tri và ngỏ cùng các con ông, mà sẽ không ghi chép lại đầy đủ được.